# Osvaldo Cepeda y Cepeda
Osvaldo Antonio Cepeda y Cepeda (Pimentel, Provincia Duarte, República Dominicana, 27 de noviembre de 1938), es un locutor, educador, abogado, músico, poeta y militar retirado dominicano, hijo de Bruno Cepeda y Josefa Cepeda. Miembro de la Fuerza Aérea Dominicana.

## Inicios
Cepeda nació en Pimentel, municipio de la Provincia Duarte de padres educadores Inició sus estudios en la escuela Agustín Santander Pérez en Pimentel. En Sus estudios universitarios incluyen un doctorado en leyes en la Universidad Autónoma de Santo Domingo (UASD), y otros de grado en las universidades de Stanford en Palo Alto California, Estados Unidos, cursos de locución en Nueva York y Monterrey, México. 
Desde joven perteneció al movimiento carismático de la Iglesia Católica donde conoció  el padre Emiliano Tardif, con quien forjó una estrecha amistad.
Osvaldo Cepeda y Cepeda inició su profesión de locución en la Voz de Quisqueya H12A, la primera emisora de su pueblo natal y luego en la Voz del progreso en San Francisco de Macorís. En el año 1960 ingresó a la Voz Dominicana. Se preparó como animador, presentador, locutor comercial, narrador deportivo y de novelas. Ingresó en la Fuerza Aérea de República Dominicana por su afición al vuelo, donde lleva una carrera militar y los cursos de entrenamientos requeridos para su rango. 
En los años 60 participó como actor en el programa de los 60, “El Suceso de Hoy”, bajo la dirección de Manuel Antonio Rodríguez (Rodriguito), también como locutor de noticias  en Radio Caribe y luego fue corresponsal de la voz de los Estados Unidos de América junto a Norma Santana. 
En 1963 fue asesor radio y televisión, del Presidente de la República, Profesor Juan Bosch. Participó como coproductor del programa radial de poesías “La Noche Pide un Poema”, que se difundía por Radio Mil, en Santo Domingo y WQBA en Miami.
Fue el único locutor de narrar la visita del papa Juan Pablo II a la República Dominicana.  Se destacaba como animador en los desfiles militares en las fechas patrias y actos militares.
El  Ministerio de Defensa  de la República Dominicana bautizó el edificio de la emisora La Voz de las Fuerzas Armadas con su nombre, donde fue su director  desde el 23 de agosto de 1996 hasta el 15 de marzo de 2001. 
En el año 2005 actuó en el papel de maestro de ceremonias en la película La Fiesta del Chivo.
En el año 2011  el congreso de la República Dominicana como el locutor del siglo XX.  En el año 2012 fue ascendido a General de Brigada mediante el decreto 115-12. Es el autor de las letras del Himno del Ministerio de Defensa de la República Dominicana.
El 29 de marzo del 2021, fue ascendido a Mayor General y puesto en retiro por el presidente  Luis Abinader mediante el decreto número 194-21 en forma honrosa y disfrute de pensión por los años en la institución.

## Condecoraciones
- El Micrófono de Oro por el  Círculo de Locutores Dominicanos, 1982
- Cabina de la Fama de la Locución, 1984
- Inmortal de la Locución Dominicana, 1984
- maestro de ceremonias, Premios Casandra, 1984
- El Micrófono de Perlas Universidad de Gainesville, Florida
- El Carnet de Diamante, 1991
- Locutor del siglo XX, Congreso de la República Dominicana, 2011

## Obras
- Silencio en el Estudio
- Oratoria
- Letras del  Himno del Ministerio de Defensa de la República Dominicana
- Letras del  Himno del Cuerpo Especializado de Seguridad Turística (CESTUR)
- Letras del Himno de la Academia Militar del Caribe (A.M.C.)